# Stazione meteorologica di Ligonchio
La stazione meteorologica di Ligonchio è la stazione meteorologica di riferimento relativa alla località di Ligonchio.

## Coordinate geografiche
La stazione meteo si trova nell'Italia nord-orientale, in Emilia-Romagna, in Provincia di Reggio nell'Emilia, nel comune di Ligonchio, a 928 metri s.l.m. e alle coordinate geografiche 44°19′01.17″N 10°20′41.76″E.

## Dati climatologici
In base alla media trentennale di riferimento 1961-1990, la temperatura media del mese più freddo, gennaio, si attesta a +0,8 °C; quella del mese più caldo, luglio, è di +19,0 °C .
| Ligonchio          | Mesi | Mesi | Mesi | Mesi | Mesi | Mesi | Mesi | Mesi | Mesi | Mesi | Mesi | Mesi | Stagioni | Stagioni | Stagioni | Stagioni | Anno |
| Ligonchio          | Gen  | Feb  | Mar  | Apr  | Mag  | Giu  | Lug  | Ago  | Set  | Ott  | Nov  | Dic  | Inv      | Pri      | Est      | Aut      | Anno |
| ------------------ | ---- | ---- | ---- | ---- | ---- | ---- | ---- | ---- | ---- | ---- | ---- | ---- | -------- | -------- | -------- | -------- | ---- |
| T. max. media (°C) | 3,9  | 5,0  | 7,8  | 11,6 | 15,8 | 19,6 | 23,2 | 22,4 | 18,8 | 13,2 | 7,9  | 5,2  | 4,7      | 11,7     | 21,7     | 13,3     | 12,9 |
| T. min. media (°C) | −2,3 | −1,7 | 0,9  | 4,5  | 8,3  | 11,8 | 14,7 | 14,2 | 11,1 | 7,0  | 2,6  | −0,4 | −1,5     | 4,6      | 13,6     | 6,9      | 5,9  |